# Даніель Каймакоський
Даніель Каймакоський (мак. Даниел Каjмакоски; нар. 17 жовтня 1983, Струга, Північна Македонія) — македонський співак, представник Македонії на Пісенному конкурсі Євробачення 2015 у Відні із піснею «Лисjа есенски».

## Біографія
Даніель Каймакоський народився 17 жовтня 1983 року в місті Струга в південній Македонії. Коли співаку було сім років його сім'я переїхала до Відня (Австрія).
У Даніеля є два брата — Далібор і Філіп. В юності співак зі своїм батьком Павлом виступав на весіллях, хрещеннях та інших святах. Він брав участь в багатьох музичних шоу, а вперше з'явився на телебаченні в австрійському шоу талантів Starmania в 2003 році. 2009 року Даніель вперше виступив в Македонії на фестивалі Ohrid Fest із піснею «Нежна ко принцеза», яку він написав сам. Потім співак брав участь в болгарському фестивалі «Пей самен». Після цього він вернувся до Відня. 2011 року Даніель написав пісню для відомої македонської співачки Кароліна Гочевої «Не се враjкас», яка стала дуже популярною в балканських країнах. 2013 року Каймакоський переміг у першому сезоні проекту X Factor Adria і записав пісню разом з Жельком Йоксимовичем (представником Сербії і Чорногорії на Євробаченні 2004 і Сербії на Євробаченні 2012)..

### Євробачення 2015
12 листопада 2014 року Даніель Каймакоський з піснею «Лисjа есенски» переміг на фестивалі Skopje Fest, який одночасно був національним відбором Македонії на Євробачення 2015..
За результатами жеребкування у січні 2015 року стало відомо, що Македонія виступить 19 травня у першій частині першого півфіналу конкурсу.
19 травня 2015 року співак виступав під 8 номером, але за результатами голосування журі та телеглядачів він не увійшов до фіналу конкурсу.